# Humerobates nudus
Humerobates nudus är en kvalsterart som först beskrevs av Hammer 1967.  Humerobates nudus ingår i släktet Humerobates och familjen Humerobatidae. Inga underarter finns listade i Catalogue of Life.